# 右更增四
右更增四（100 Psc），是中国古代星官系统中右更的一颗增星，按照现代西方星座的划分，处于双鱼座。表面温度7500-11000K，绝对星等约为2.68。